# Petarnitsa
Petarnitsa (búlgaro: Петърнѝца) es un pueblo de Bulgaria perteneciente al municipio de Dolni Dabnik de la provincia de Pleven.
Se ubica unos 10 km al sur de la capital municipal Dolni Dabnik, sobre la carretera 3005.

## Demografía
En 2011 tenía 1533 habitantes, de los cuales el 34,05% eran étnicamente búlgaros y el 11,93% gitanos. El 52,12% de los habitantes no declararon su origen étnico en el censo.
En anteriores censos su población ha sido la siguiente:
| Gráfica de evolución demográfica de Petarnitsa entre 1934 y 2011 |
|                                                                  |